# Крейсерська яхта

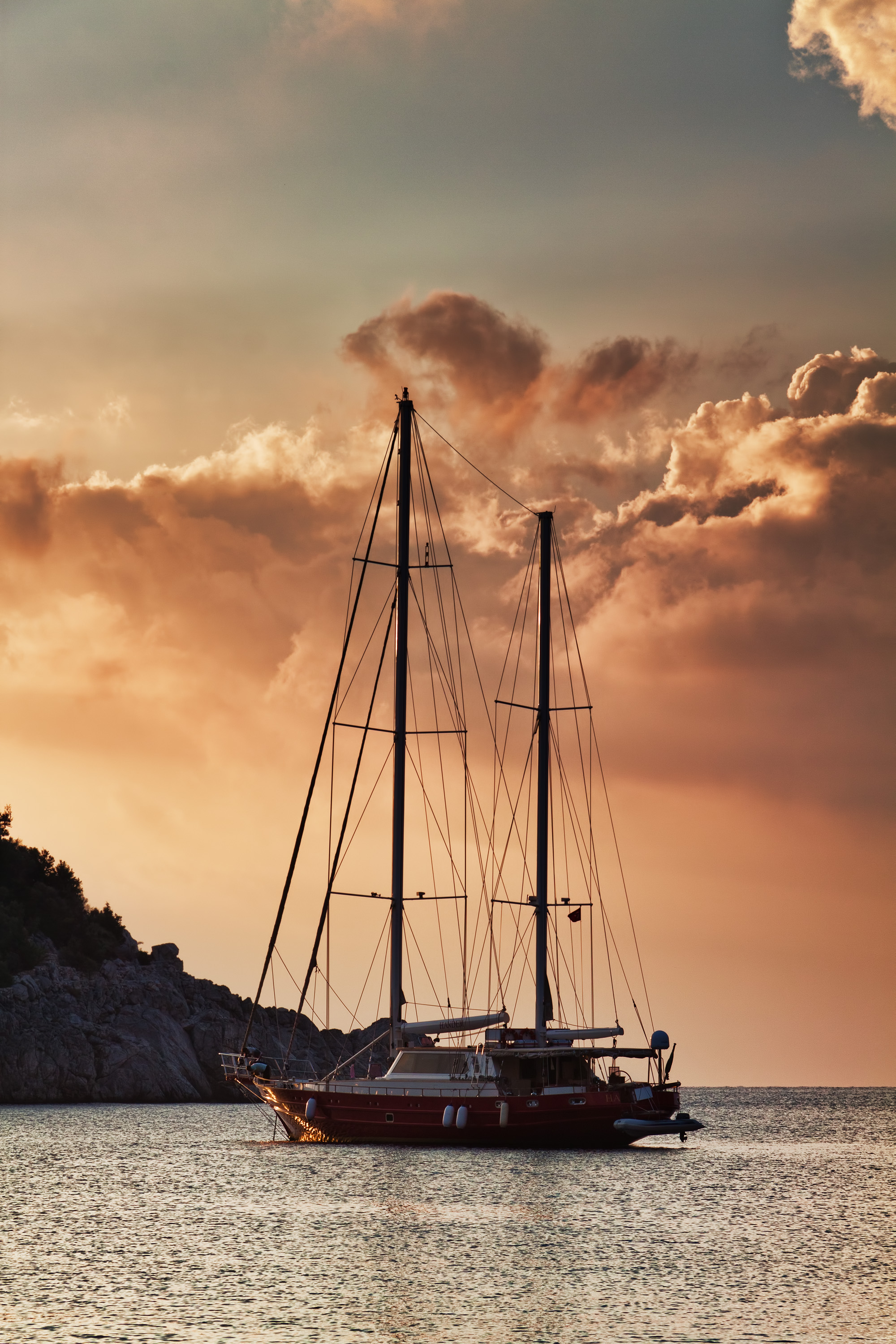
Круїзна крейсерська вітрильна яхта

Крейсерська яхта — вітрильна або моторна яхта, призначена для автономного далекого плавання — тривалих морських і океанських переходів, а також океанських регат. Характерною відмінністю крейсерських яхт від яхт інших типів є конструкційні особливості: міцний корпус, достатній рівень оснащеності такелажем і вітрилами, навігаційним та іншим обладнанням, що забезпечує комфортні умови для тривалого проживання учасників плавання.

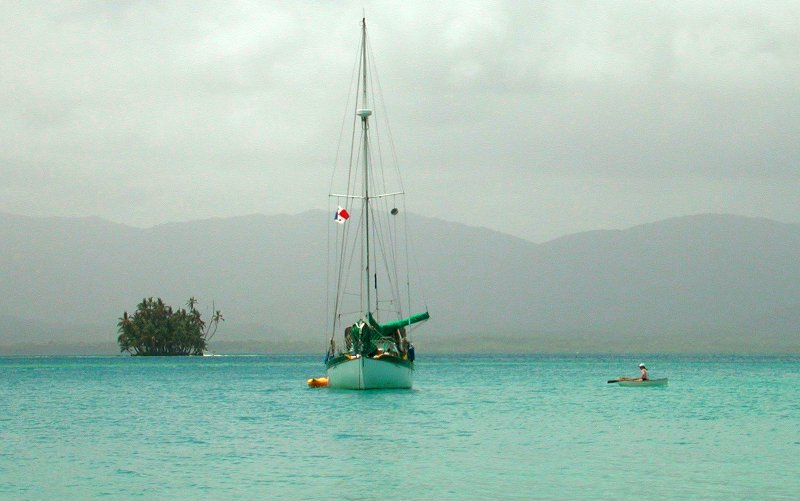

В багатьох країнах під крейсерською яхтою мають на увазі побудовані для далеких плавань круїзні вітрильні або моторні яхти, що забезпечують достатній комфорт і простір для тривалого проживання учасників плавання. Їх конструкція звичайно виключає можливість участі таких яхт в спортивних змаганнях.
В Україні термін «крейсерська яхта» використовується переважно що до великих вітрильних суден для морських перегонів і занять спортом.
Для тривалого плавання крейсерські яхти оснащують автономними джерелами енергозабезпечення (дизель- або вітрогенератори, сонячні панелі) та невеликими шлюпками для підходу до необлаштованого берегу. Ще одна особливість крейсерських яхт полягає в тому, що на крейсерських яхтах звичайно підтримується постійна команда.
Значні розміри крейсерських яхт, необхідність збереження значної кількості такелажу і вітрил, потреба заправки яхт паливом та питною водою призвели до виникнення специфічних крейсерських яхт-клубів — «марин».